# 拓跋思忠
拓跋思忠（9世纪?—881年），是唐朝末年党项族人，安抚平下番落使拓跋重建第五子，拓跋思恭、拓跋思孝、拓跋思谏、拓跋思敬之弟，拓跋思瑶之兄。
中和元年（881年），黄巢攻入长安，拓跋思忠与拓跋思恭一起屯兵渭桥抵抗黄巢，拓跋思忠立下铁鹤为标志，一箭射去箭的羽毛都射进铁鹤之中，黄巢部众十分惊恐，拓跋思忠身先士卒冲入敌军，最终战死，唐僖宗追赠宥州刺史，于渭阳建立祠堂。其子李仁颜为银州防御使。拓跋思忠是李继迁的高祖父。